# 호르스트 쾨펠
호르스트 쾨펠(1948년 5월 17일 ~ )는 독일의 은퇴한 축구 선수이자 전 축구 감독이다.

## 국가대표 경력
그는 1968년 독일대표팀에 데뷔했다. 그는 UEFA 유로 1972 대표 선수로 선발되었다. 그는 국제 A매치 11경기에 출전해서 2골을 득점하였다.

## 통계
| 독일 | 독일 | 독일 |
| 연도 | 출전 | 골   |
| ---- | ---- | ---- |
| 1968 | 3    | 0    |
| 1969 | 0    | 0    |
| 1970 | 0    | 0    |
| 1971 | 6    | 2    |
| 1972 | 0    | 0    |
| 1973 | 2    | 0    |
| 합계 | 11   | 2    |